# آلن راف
آلن راف (انگلیسی: Alan Rough؛ زادهٔ ۲۵ نوامبر ۱۹۵۱) بازیکن و مربی فوتبال اهل اسکاتلند بود.
از باشگاه‌هایی که در آن بازی کرده‌است می‌توان به باشگاه فوتبال ایر یونایتد، باشگاه فوتبال پاتریک تیسل، باشگاه فوتبال سلتیک، باشگاه فوتبال هیبرنین، و باشگاه فوتبال همیلتون آکادمیکال اشاره کرد.
وی همچنین در تیم‌های ملی فوتبال زیر ۲۱ سال اسکاتلند، اسکاتلند بازی کرده‌است.
وی در مسابقات کشوری و بین‌المللی در مجموع برندهٔ ۱ مدال برنز شده‌است.